# In-N-Out Burger
In-N-Out Burger, Inc. je franšízový řetězec obchodů s rychlým občerstvením s lokalitami v jihozápadních Spojených státech amerických. Byl založen v roce 1948 ve městě Baldwin Park v Kalifornii. V současnosti má sídlo v městě Irvine. Má vysoce loajální zákaznickou základnu a podle dotazníků jsou jeho zákazníci jedni nejvíce spokojení oproti ostatním řetězcům rychlého občerstvení (2009).[zdroj?]